# WFV-Pokal 1979/80
Der WFV-Pokal 1979/80 war eine Austragung des Pokalwettbewerbs der Männer im württembergischen Amateurfußball. Titelverteidiger war der VfR Aalen. Im Finale am 30. April 1980 in Stuttgart setzte sich die Amateurmannschaft des VfB Stuttgart mit einem 3:2-Sieg gegen den VfR Heilbronn in einem Duell zweier Oberligisten durch. Damit gewann diese als Meister der Oberliga-Spielzeit 1979/80 das Double, dem wenige Wochen später durch einen 2:1-Erfolg über den FC Augsburg im Endspiel um die Deutsche Amateurmeisterschaft 1980 das Triple folgte.
Die VfB-Amateurmannschaft gewann ihren zweiten Landespokaltitel nach dem Endspielerfolg im Wettbewerb 1969/70 und gehörte damit zu den seinerzeit fünf Rekordpokalsiegern.
Beide Finalisten qualifizierten sich mit der Endspielteilnahme für den DFB-Pokal 1980/81, dort bekam sie in der ersten Hauptrunde jeweils Bundesligisten zugelost. Während der Pokalsieger aus Stuttgart sich erst nach Verlängerung Borussia Dortmund geschlagen geben musste, kassierte die Heilbronner Mannschaft eine glatte 0:3-Niederlage gegen den 1. FC Kaiserslautern.

## Endspiel
| VfB Stuttgart Amateure                             | VfB Stuttgart Amateure | VfR Heilbronn | VfR Heilbronn |
| -------------------------------------------------- | --- | --- | ------------- |
| VfB Stuttgart Amateure                             | \| 30. April 1980 in Stuttgart \| \| Ergebnis: 3:2 (2:0) \| \| Zuschauer: 400 \| \| Schiedsrichter: Manfred Beyerle (Schwäbisch Gmünd) \| | \| 30. April 1980 in Stuttgart \| \| Ergebnis: 3:2 (2:0) \| \| Zuschauer: 400 \| \| Schiedsrichter: Manfred Beyerle (Schwäbisch Gmünd) \|                                                                           | VfR Heilbronn |
| VfB Stuttgart Amateure                             | Siegfried Grüninger – Werner Gass, Hartmut Schneider, Karl-Heinz Kornetzki, Arno Schäfer – Gerhard Wörn, Frank Elser, Rainer Adrion – Etepe Kakoko (57. Ralf Obermüller), Gunnar Weiß, Bernd Frick (57. Dieter Wohlfahrt) Cheftrainer: Willi Entenmann | Wilfried Deeg – Peter Lange, Günter Urban, Friedhelm Sturm, Manfred Grimm – Horst Röser (36. Adil Koc), Erwin Kadlubsky, Josef Kappes, Andreas Jankowski, Gerhard Schneider, Dieter Hess Cheftrainer: Klaus Kubasik | VfR Heilbronn |
| VfB Stuttgart Amateure                             | 1:0 Frank Elser (15.) 2:0 Rainer Adrion (18.) 3:0 Frank Elser (53.) | 3:1 Friedhelm Sturm (58.) 3:2 Josef Kappes (63.) | VfR Heilbronn |
| 30. April 1980 in Stuttgart                        | | |               |
| Ergebnis: 3:2 (2:0)                                | | |               |
| Zuschauer: 400                                     | | |               |
| Schiedsrichter: Manfred Beyerle (Schwäbisch Gmünd) | | |               |